# Iwannis Louis Awad
Iwannis Louis Awad (Zaidal, 17 aprile 1934 – Homs, 18 novembre 2020) è stato un vescovo cattolico siriano.

## Biografia
Iwannis Louis Awad nacque il 17 aprile 1934.

### Formazione e ministero sacerdotale
Compì gli studi di filosofia e teologa nel seminario di Charfet, in Libano.
L'8 dicembre 1957 fu ordinato presbitero. In seguito fu responsabile per i gruppi scolastici dell'arcieparchia di Homs dei Siri; segretario dell'arcieparca e direttore della scuola "San Giuseppe" di Homs; parroco della parrocchia di Nostra Signora della Liberazione a Beirut; direttore del seminario maggiore di Charfet; parroco di Hama e Nabeck in Siria; rettore della chiesa del Sacro Cuore di Gesù a Belo Horizonte, in Brasile; vicario parrocchiale della parrocchia della cattedrale di Nostra Signora del Buon Viaggio a Belo Horizonte; cappellano della comunità siro-cattolica; direttore spirituale del Movimento Eamaús e parroco della parrocchia del Sacro Cuore di Gesù a Belo Horizonte.

### Ministero episcopale
Il 17 maggio 2003 papa Giovanni Paolo II lo nominò nuovo esarca apostolico per i fedeli siro-cattolici residenti in Venezuela e vescovo titolare di Zeugma di Siria. Succedette a monsignor Denys Antoine Chahda precedentemente eletto arcieparca di Aleppo dei Siri. Ricevette l'ordinazione episcopale il 12 settembre successivo nella chiesa di Zeidal dal patriarca di Antiochia dei Siri Ignazio Pietro VIII Abdel-Ahad; co-consacranti l'arcivescovo titolare di Mardin dei Siri Denys Raboula Antoine Beylouni e l'arcieparca di Homs dei Siri Théophile Georges Kassab.
Il 1º marzo 2011 papa Benedetto XVI accettò la sua rinuncia al governo pastorale dell'esarcato per raggiunti limiti di età.
Parlava il siriaco, l'arabo, il francese e il portoghese.
Morì a Homs il 18 novembre 2020 all'età di 86 anni. Le esequie si tennero il 21 novembre a Homs.

## Genealogia episcopale
La genealogia episcopale è:
- Patriarca Ignazio Antonio I Samheri
- Patriarca Ignazio Giorgio V Chelhot
- Patriarca Ignazio Efrem II Rahmani
- Cardinale Ignazio Gabriele I Tappouni
- Patriarca Ignazio Antonio II Hayek
- Patriarca Ignazio Pietro VIII Abdel-Ahad
- Vescovo Iwannis Louis Awad